# Bulbophyllum arminii
Bulbophyllum arminii är en orkidéart som beskrevs av Anton Sieder och Kiehn. Bulbophyllum arminii ingår i släktet Bulbophyllum och familjen orkidéer. Inga underarter finns listade i Catalogue of Life.